# Nycteridopsylla dicondylata
Nycteridopsylla dicondylata är en loppart som beskrevs av Wang Dwenching 1959. Nycteridopsylla dicondylata ingår i släktet Nycteridopsylla och familjen fladdermusloppor. Inga underarter finns listade i Catalogue of Life.